# Los Andes (provins i Bolivia)

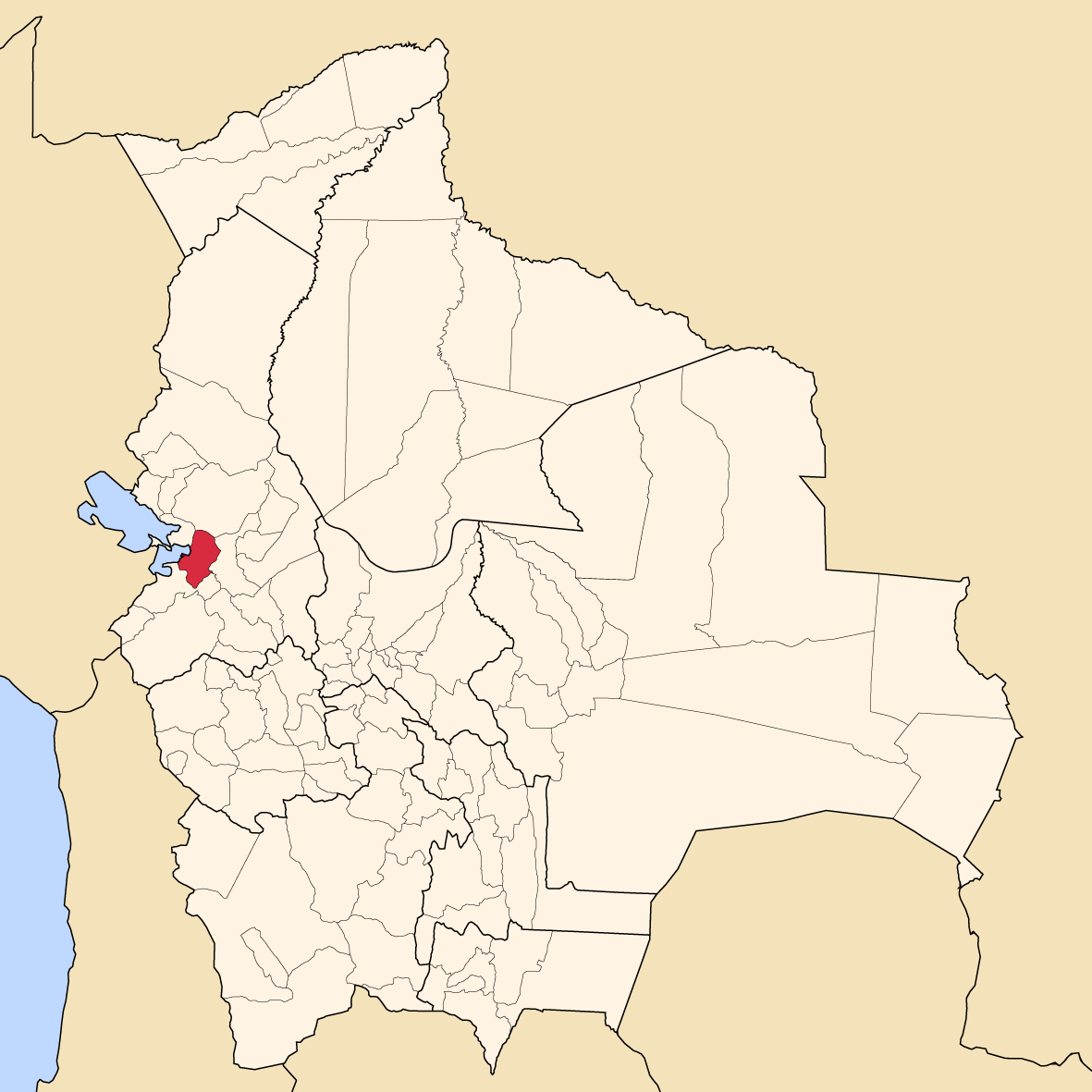
Provinsens läge i Bolivia

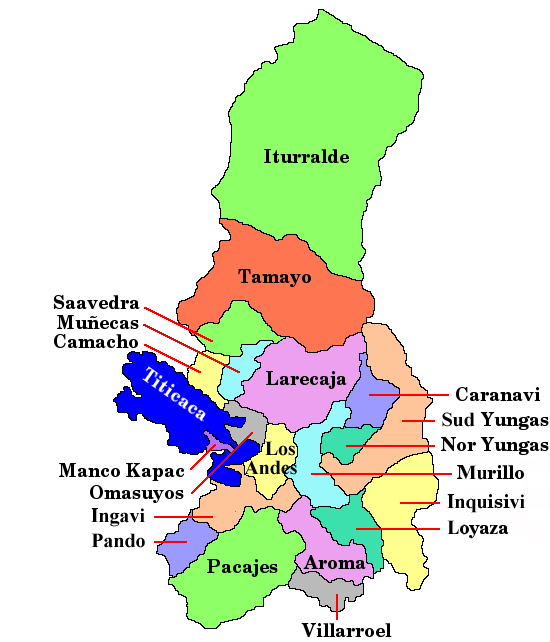
Provinser i La Paz

Los Andes är en provins i departementet La Paz i Bolivia. Den administrativa huvudorten är Pucarani.